# Tillandsia religiosa
Tillandsia religiosa  (лат.) — вид однодольных растений рода Тилландсия (Tillandsia) семейства Бромелиевые (Bromeliaceae). Этот крупный вид тилландсий был в течение долгого времени известен жителем ряда деревень мексиканского штата Морелос, которые использовали его в качестве рождественского украшения; однако впервые вид был описан группой мексиканских ботаников только в 2014 году. В 2015 году вид был включён в список «Десять самых замечательных видов» — ежегодно составляемый Международным институтом по исследованию видов список наиболее примечательных биологических видов, описанных в предыдущем году.

## Распространение
Эндемик Мексики, известный из штата Морелос, где он произрастает в муниципалитетах Тлайякапан (отсюда — типовой экземпляр), Тотолапан и Тепостлан.
Растёт на скалах в тропических лиственных, дубовых, хвойных и туманных лесах на высотах 1800—2100 м.

## Ботаническое описание
Одиночно растущие растения высотой 0,8—1,5 м. Листья многочисленные, розеточные, с бледно-коричневыми чешуйками (sheaths) сверху и тёмно-коричневыми снизу.
Соцветие терминальное, прямостоячее, покрыто короткими шипами. Цветки с прицветниками от зелёного до розового цвета, собраны в два ряда.
Цветёт с декабря по март.

## Значение
Благодаря привлекательному внешнему виду жители населённых пунктов Тлайякапан, Сан-Хосе-де-лос-Лаурелес и Тепостлан, расположенных близ гор Сьерра-де-Тепостлан, используют Tillandsia religiosa для украшения импровизированных вертепов (nacimientos) на Рождество; отсюда — его видовой эпитет.